# Конатус
Конатус (лат. «зусилля, імпульс, намір, схильність, тенденція, спроба, прагнення») — термін, що використовувався у ранніх філософських концепціях психології і метафізики й передбачав «природжену» схильність «речі» до продовження існування і самовдосконалення. Як «річ» може виступати розум, матерія чи те й інше одразу. Протягом тисячоліть філософами було створено багато можливих визначень цього терміна. Значний внесок у розвиток уявлень про конатус зробили такі філософи XVII століття, як Рене Декарт, Барух Спіноза, Ґотфрід Лейбніц, Томас Гоббс. Конатус часто ототожнюється з інстинктивною «волею до життя», що притаманна живим організмам, чи з різноманітними метафізичними теоріями про рух та інерцію. Термін також часто пов'язують з «Божою волею» в рамках пантеїстичних поглядів на природу. Концепція конатуса може поділятися на окремі визначення для розуму і тіла, а також поділятися стосовно відцентрових сил та інерції.
Протягом двох з половиною тисячоліть історія терміна «конатус» являла собою ряд змін в розумінні його змісту і застосування у конкретних областях. Багато філософів один за одним адаптували термін до власних поглядів і концепцій, і кожен з них розвивав його ідею по-різному; через це чіткого і загальновизнаного визначення конатуса досі немає. Найбільш ранні автори, що обговорювали конатус, писали латиною, а свої висновки ґрунтували на концепціях давньогрецьких мислителів. Таким чином, термін «конатус» використовувався не тільки як спеціальний, але й як звичайне слово в загальному значенні. У зв'язку з цим в давніх текстах достатньо складно відрізними його спеціальне значення від звичайного, що створює додаткові труднощі при перекладі. Сьогодні термін «конатус» у його спеціальному значенні майже не вживається, оскільки, приміром, у сучасній фізиці його заступили такі поняття, як інерція і збереження імпульсу. Тим не менш, концепція конатуса справила значний вплив на низку мислителів XIX і XX століть, в тому числі на Артура Шопенгауера, Фрідріха Ніцше і Луї Дюмона.